# Unidad Oketz
La Unidad Oketz (en hebreo: יחידת עוקץ) es una unidad canina de las Fuerzas de Defensa de Israel. La unidad fue fundada en 1939 como parte de la Haganá, y más tarde fue desmantelada en 1954. En 1974, una nueva unidad fue establecida por Yossi Labock, quien fue su primer comandante. La unidad se especializaba en el entrenamiento y el manejo de perros para llevar a cabo operaciones militares.

## Historia

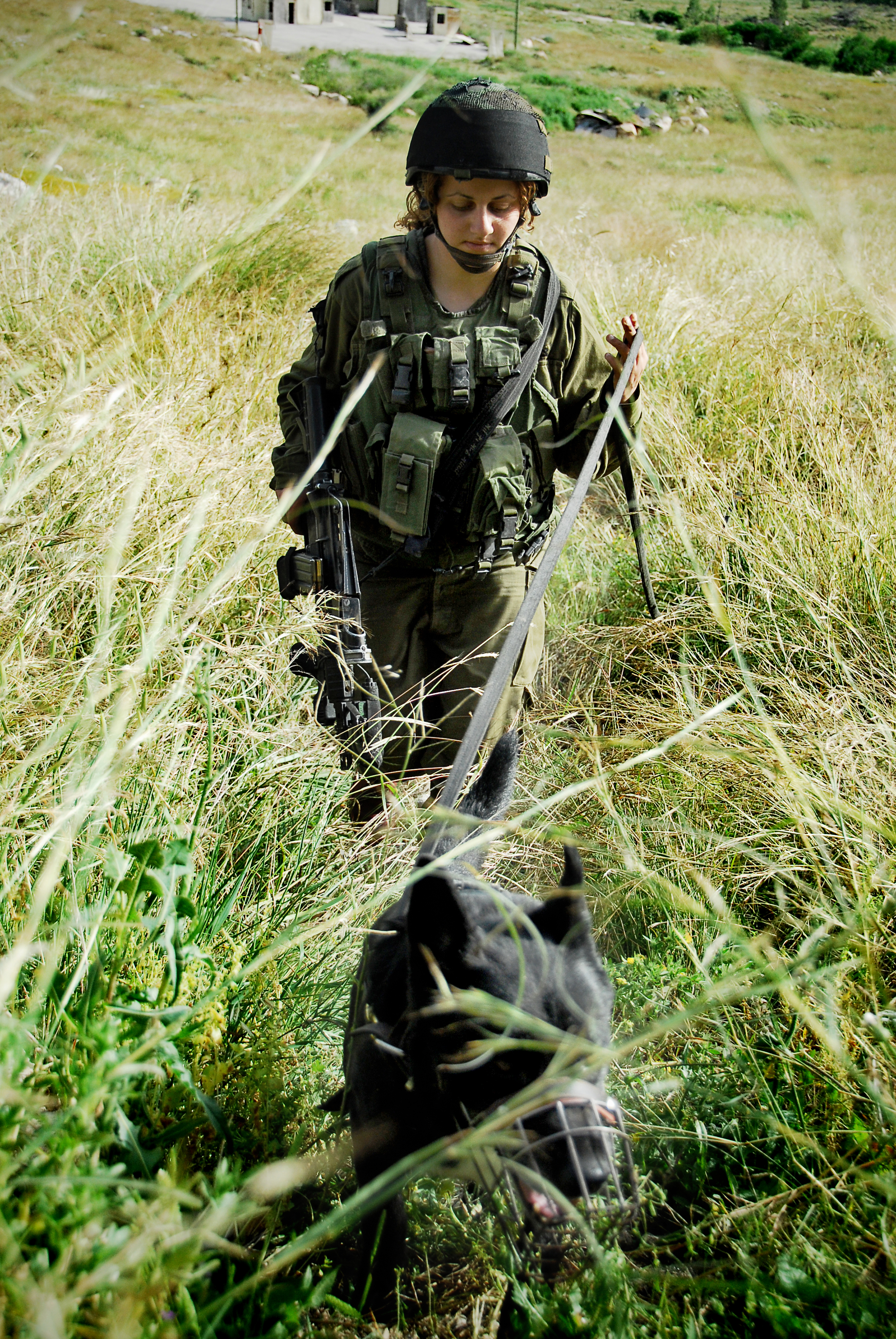
Mujer soldado patrullando el campo con su perro.

Originalmente, la unidad Oketz entrenaba a perros para atacar a los secuestradores, pero el entrenamiento desde entonces se ha vuelto más especializado, y ahora cada perro es entrenado para realizar una tarea concreta, según su especialidad. Los perros de ataque son entrenados tanto en áreas rurales como urbanas (fueron usados de una manera extensiva en el Líbano). Algunos perros son entrenados para rastrear y perseguir a determinados objetivos humanos y para detectar brechas en la seguridad de la frontera israelí. Otros canes son entrenados para buscar armas de fuego y municiones, para oler explosivos escondidos, y para encontrar a personas atrapadas en edificios derribados. Los operativos de la unidad Oketz son a menudo asignados a otras unidades, cuando dichas unidades necesitan a especialistas con determinadas habilidades, por ejemplo, para la extracción de presuntos terroristas escondidos en edificios fortificados. Los operadores de la unidad llevan boinas rojas. A pesar de no estar afiliada con la Brigada Paracaidista 35, la ceremonia de graduación de los miembros de la unidad tiene lugar en el cuartel de los paracaidistas. Para unirse a la unidad canina Oketz, los reclutas deben elegir la Brigada Kfir de infantería como opción preferente en un formulario, y pasar las pruebas de admisión correspondientes.

## Los perros

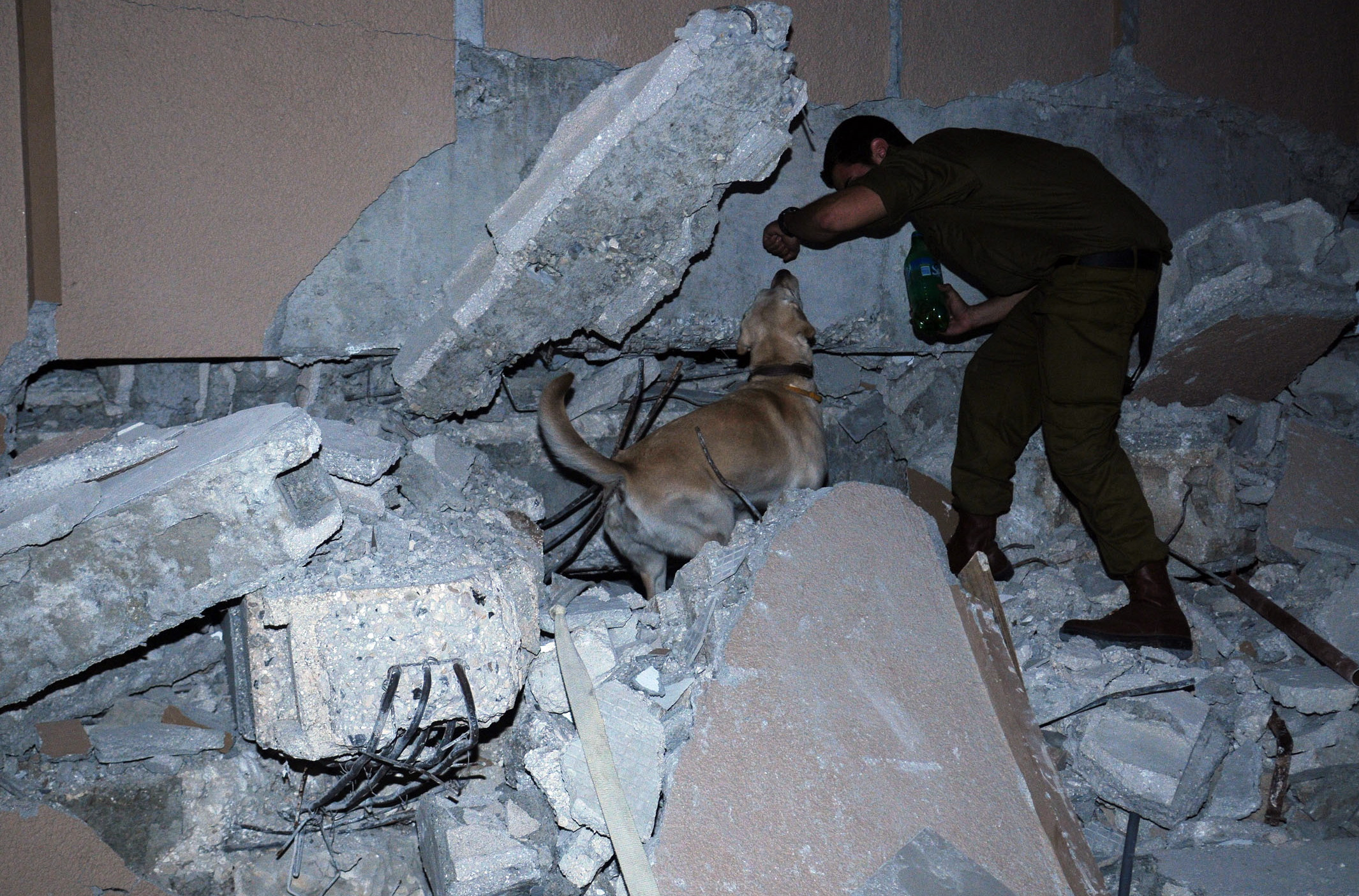
Un perro y su cuidador buscando supervivientes en un edificio derribado.

La unidad Oketz prefiere al pastor belga malinois antes que a otras razas caninas como el pastor alemán o el rottweiler, que ya habían sido anteriormente empleados por la unidad. Las razones para esta preferencia son dos: en primer lugar, el malinois es bastante grande para atacar a un enemigo, pero tiene un tamaño que le permite ser llevado por su cuidador, en segundo lugar, su pelaje es corto y de un color claro, lo cual hace que estos perros sean menos propensos a sufrir un golpe de calor.